# St. Laurentius (Helmstadt)

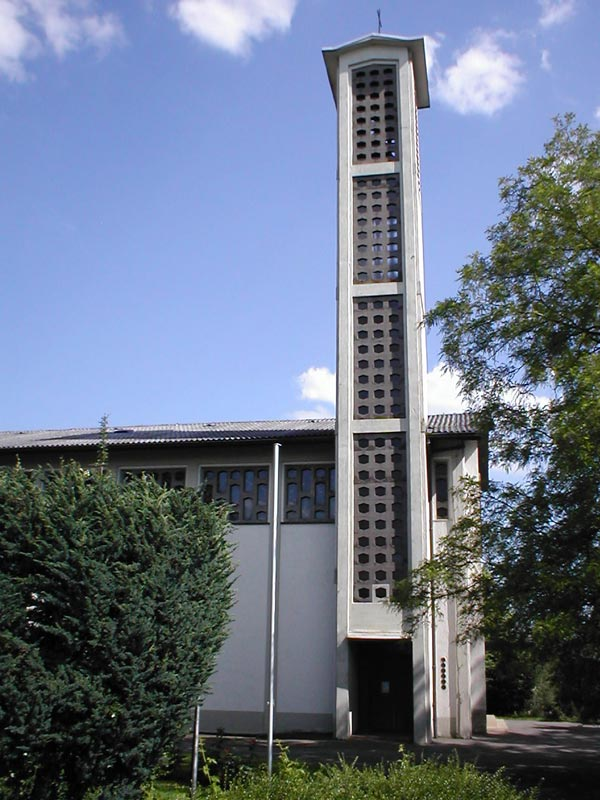
St. Laurentius in Helmstadt

Die katholische Kirche St. Laurentius im Teilort Helmstadt der Gemeinde Helmstadt-Bargen im Rhein-Neckar-Kreis im nördlichen Baden-Württemberg wurde 1956 eingeweiht.

## Geschichte
Helmstadt war seit der Reformation nahezu rein evangelisch. Eine größere Zahl von Katholiken ließ sich nach dem Zweiten Weltkrieg mit dem Zustrom von Heimatvertriebenen und Flüchtlingen aus Ostpreußen, der Tschechoslowakei, Ungarn und Jugoslawien nieder. In der unmittelbaren Nachkriegszeit räumte man den Katholiken für Gottesdienste zunächst einen Betsaal im alten evangelischen Kindergarten des Ortes, später dann den Kochschulsaal der Helmstadter Schule ein. Ab 1949 konnten die Katholiken die alte evangelische Kirche des Ortes mitbenutzen. Die Gemeinde wuchs rasch auf über 500 Mitglieder an, so dass die finanzielle Basis zum Bau und Unterhalt einer eigenen Kirche gegeben war.
Am 21. Oktober 1954 erfolgte der erste Spatenstich, am 24. April 1955 legte Dekan Joseph Mundel den Grundstein und am 24. Juli 1955 wurde das Richtfest gefeiert. Der Bau erfolgte mit viel Eigenleistung der Gemeinde. Geweiht wurde die Kirche am 5. August 1956 von Missionsbischof Augustin Olbert, wobei Reliquien der Heiligen Charus und Venantius in den Hauptaltar gegeben wurden. Kirchenpatrone sind der Heilige Laurentius sowie Mauritius mit Gefährten und Bernhard von Baden. 1959 erhielt die Kirche einen Laurentius-Wandteppich sowie Glocken aus der Gießerei Schilling in Heidelberg. 1960 wurde eine Marienstatue von Franz Spiegelhalter aus Freiburg in der Kirche aufgestellt. 1961 begründete die Kirchengemeinde ihre Tradition der Fronleichnamsprozessionen. 1962 gründete sich ein neuer Kirchenchor, ein erster Chor hatte von 1946 bis 1956 bestanden. Ebenfalls 1962 bekam die Kirche ihren Taufstein sowie eine Pieta des Bildhauers Wolfgang Kleiser aus Vöhrenbach. 1964 erhielt die Kirche eine zweimanualige Orgel aus der Werkstatt von Michael Weise in Plattling.
Eine erste umfassende Renovierung der Kirche fand 1978/79 statt. 1980 erhielt die Kirche eine Laurentius-Statue von Kleiser. Die alte Kreuzwegstation, die im Zuge der Renovierung 1979 entfernt worden war, wurde 1980 durch eine aus Kunstdrucken bestehende Passionsfolge von Meinrad Lehmann aus Etzenrot ersetzt.
Nach dem Wegzug von Pfarrer Ernst Dochat 1975 wurde die Kirche zeitweilig von Waibstadt aus betreut, bevor sich 1979 wieder ein Pfarrer für Helmstadt fand, der auch die Katholiken aus Eschelbronn mitbetreute. 1987 wurde die Pfarrei in Helmstadt der Pfarrei in Waibstadt zugeordnet, so dass der jeweilige Geistliche beide Orte zu betreuen hat. 1990 zählte die Gemeinde in Helmstadt etwa 750 Mitglieder.